# Eupithecia moricandiata
Eupithecia moricandiata är en fjärilsart som beskrevs av D.Lucas 1938. Eupithecia moricandiata ingår i släktet Eupithecia och familjen mätare. Inga underarter finns listade i Catalogue of Life.